# Ostrovské Předměstí
Ostrovské Předměstí (německy Michelsdorfer Vorstadt) je část města Lanškroun v okrese Ústí nad Orlicí. Nachází se na severozápadě Lanškrouna. V roce 2009 zde bylo evidováno 655 adres. V roce 2001 zde trvale žilo 2733 obyvatel.
Ostrovské Předměstí leží v katastrálním území Lanškroun o výměře 14,27 km2.